# Luigi Del Drago
Luigi Del Drago, italijanski duhovnik, škof in kardinal, * 20. junij 1776, Rim, † 18. april 1845.

## Življenjepis
30. septembra 1831 je bil izvoljen za kardinala in pectore.
2. julija 1832 je bil razglašen za kardinala-duhovnika pri S. Lorenzo in Panisperna.